# Exochaenium primuliflorum
Exochaenium primuliflorum är en gentianaväxtart som beskrevs av Friedrich Welwitsch. Exochaenium primuliflorum ingår i släktet Exochaenium och familjen gentianaväxter. Inga underarter finns listade i Catalogue of Life.